# Едуард Брансфийлд
Едуард Брансфийлд (на английски: Edward Bransfield) е ирландско-британски мореплавател и пътешественик-изследовател.

## Произход и военноморска кариера (1785 – 1819)
Роден е през 1785 година в Балинакора, графство Корк, Ирландия, в католическо семейство. През юни 1803 г. открадва от баща си рибарска лодка, пристига в Англия и се записва във военноморския флот като моряк. През 1805 г. участва в морското сражение при нос Трафалгар, след което до 1811 г. изкарва морски курсове и през 1812 е вече капитан на кораб. Следващите години е капитан или помощник-капитан на военни кораби, като плава до Алжир и Чили.

## Плаване до Антарктида (1819 – 1820)
През 1819 – 1820 г. плава край Антарктида. По време на плаването през януари 1820 г. открива островите Дисепшън, Бриджман, Елефант и Кларънс от Южните Шетлъндски о-ви, както и протока Брансфийлд, отделящ архипелага от Антарктическия п-ов. На 30 януари 1820 г., на 63°47′ ю. ш. 60°43′ з. д. / 63.783333° ю. ш. 60.716667° з. д., открива остров Тауер и Антарктическия п-ов.

## Памет
Неговото име носят:
- остров Брансфийлд (63°12′ ю. ш. 56°42′ з. д. / 63.2° ю. ш. 56.7° з. д.) край бреговете на Антарктическия п-ов на Антарктида.
- проток Брансфийлд между Южните Шетлъндски о-ви на север и Антарктическия п-ов.